# Shirvani Kostoev
Shirvani Ustarkhanovich Kostoev (russo: Ширвани Устарханович Костоев) (Galashki, 1923 - Jelgava, 6 de agosto de 1949) foi um piloto e comandante de vôo do Ingush Ilyushin Il-2 no 64º Regimento de Aviação de Ataque durante a Segunda Guerra Mundial. Foi declarado postumamente um Herói da Federação Russa em 1995.

## Biografia
Kostoev nasceu em 1923, na vila de Galashki, de uma família Inguches. Ele concluiu o ensino secundário em sua cidade natal e treinou em um aeroclube antes de ingressar no exército em 1941.

### Carreira militar
Depois de ser convocado para o Exército Vermelho em 1941, Kostoev foi enviado à Escola de Pilotos de Krasnodar. A invasão alemã da União Soviética começou enquanto ele era cadete na escola, mas em vez de ser enviado para a frente imediatamente, ele foi enviado para Saratov e o território Transbaikal, onde dominou a pilotagem do Ilyushin Il-2. Ele foi enviado para a frente de guerra no outono de 1944, como parte do 64º Regimento de Aviação de Ataque, que sofreu perdas, mas recebeu novas aeronaves. Tendo feito sua primeira triagem em outubro, ele completou 92 triagens até o final da guerra. Em seu curto período de tempo na frente de guerra, ele subiu do posto de starshina para tenente júnior e foi nomeado comandante de vôo. No dia anterior à rendição da Alemanha nazista, ele conseguiu destruir um tanque e uma bateria de morteiro. Sua nacionalidade inguchê provavelmente foi um fator para ele não receber o título de Herói da União Soviética. Em 1945, ele visitou sua família exilada no Cazaquistão, que foi deportada junto com o resto dos civis chechenos e ingush durante 1944. Após a guerra, ele foi enviado para o distrito militar do Báltico, onde foi morto em um acidente de avião enquanto conduzia um voo de teste em 1949.
Por iniciativa da Assembléia Popular da República da Inguchétia, por bravura e heroísmo durante a luta contra ocupantes nazistas na Grande Guerra Patriótica, o Presidente da Rússia, homenageou Shirvani Kostojev como Herói. da Rússia.

## Prêmios
- Herói da Federação Russa (6 de julho de 1995)[1]
- Ordem da Bandeira Vermelha (18 de maio de 1945)[4]
- Ordem da Guerra Patriótica de 1ª e 2ª classe (16 de junho de 1945 e 11 de abril de 1945)[5][6]
- Ordem da Estrela Vermelha (4 de fevereiro de 1945)[7]